# 多变鹅观草
多变鹅观草（学名：Roegneria varia）为禾本科鹅观草属下的一个种。

## 形态
穗状花序直立，长3.5-10厘米（芒除外）；小穗两侧排列，绿色或于成熟时带紫色，含3-5小花；颖长圆状披针形，微不对称，先端锐尖至具小尖头，具3-5脉，脉上粗糙，第一颖长4.5-8毫米，第二颖长6-10毫米；外稃披针形，背部无毛或边缘及上部贴生微毛，上部具明显5脉，第一外稃长7-8.5毫米，先端芒长7-17毫米；内稃与外稃等长，先端微凹，脊中部以上具纤毛，脊间亦贴生微毛。